# 570-ті
Раннє Середньовіччя. Триває чума Юстиніана. У Східній Римській імперії після зречення Юстина II розпочалося правління Тиберія II. Візантійська імперія контролювала значну частину володінь колишньої Римської імперії, але почала втрачати землі.  Лангобарди утвердилися в Італії і утворили в ній Лангобардське королівство, в окремих регіонах Італії збереглося візантійське правління. Франкське королівство розділене між синами  Хлотара I.  Іберію  займає Вестготське королівство.  В Англії розпочався період гептархії. У Східній Європі проходить процес швидкого розселення аварів та слов'ян.
У Китаї період Північних та Південних династій. На півдні править династія Чень, на півночі Північна Чжоу поклала край Північній Ці. Індія роздроблена. В Японії триває період Ямато. У Персії править династія Сассанідів. Степову зону Азії та Східної Європи контролює Тюркський каганат.
На території лісостепової України в VI столітті виділяють пеньківську й празьку археологічні культури. VI століття стало початком швидкого розселення слов'ян. У Північному Причорномор'ї співіснують різні кочові племена, зокрема гуни, сармати, булгари, алани, авари.

## Події
- 574 року візантійський імператор Юстин II зрікся престолу через напади божевілля, й імперію очолив Тиберій II Констянтин.
- Після 48 років правління помер шах Песії Хосрав I, який зумів значно розширити підконтрольні персам території.
- Відновилася війна між персами й візантійцями. У Середній Азії персів став тіснити Тюркський каганат.
- Лангобарди утвердилися в Італії. Після смерті короля Клефа, вони не обирали єдиного правителя, і ними правили окремі герцоги.
- У Франкському королівстві розпочалися міжусобиці.
- Вестготське королівство повернуло собі частину земель, відібраних раніше Візантією. Столиця королівства перемістилася в Толедо.
- На Балкани прийшли слов'яни.
- Північна Чжоу підкорила собі Північну Ці й стала наймогутнішою державою в Китаї.

## Народились
- Магомет